# Парвиз Мухаммед Махмуд аль-Мерани
Парвиз Мухаммед Махмуд аль-Мерани (1945 или 1946 — 2 марта 2005, Багдад, Ирак) — иракский судья, отвечал за ведение следствия в Иракском Верховном Трибунале с 1 июля 2004 по 2 марта 2005.

## Биография
О Парвизе Мухаммеде Махмуде аль-Мерани известно крайне мало. 
На момент смерти ему было 59 лет, из-за чего можно сделать предположение, что он родился в 1945 либо 1946 году, во время правления Саддама Хусейна был судьёй.
По национальности он курд.
1 июля 2004 с началом работы Иракского Верховного Трибунала был назначен судьёй, ведущим следствие.
Был убит 2 марта 2005 года вместе со своим сыном Арианом Махмудом аль-Мерани, который также являлся членом трибунала, был адвокатом.
Его преемником на этом посту стал Раид аль-Джухи, который занимал пост до окончания процесса «Эд-Дуджейль».

## Личная жизнь
Парвиз Мухаммед Махмуд аль-Мерани был женат, у него было несколько детей. Один из его сыновей, дал интервью CNN в день убийства своего отца и брата.